# Agapetes spissiformis
Agapetes spissiformis är en ljungväxtart som beskrevs av Airy Shaw. Agapetes spissiformis ingår i släktet Agapetes och familjen ljungväxter. Inga underarter finns listade i Catalogue of Life.